# 科学警察研究所
科学警察研究所（かがくけいさつけんきゅうじょ、英語：National Research Institute of Police Science）は、日本の官公庁の一つで、国家公安委員会の特別の機関たる警察庁の附属機関である。略称は科警研（かけいけん）、NRIPS。

## 概要
警察庁の附属機関の一つとして設置された中央官庁。科学捜査・犯罪防止・交通警察に関する研究・実験を行うとともに、警察内外の関係機関から依頼された証拠物等の科学的鑑識・検査を行うことを主な任務とする。警察庁長官の命を受け、科学警察研究所長が所務を掌理する。大学との研究連携も活発である。職員は、警察官6人の他は全て技官および事務官である。
似た名前の組織として科学捜査研究所（科捜研）が存在するが、これは各都道府県警察本部刑事部の付置機関である。

## 所在地
千葉県柏市柏の葉六丁目3番地1

### アクセス
首都圏新都市鉄道つくばエクスプレス柏の葉キャンパス駅から徒歩約12分。

## 沿革
- 1948年5月：国家地方警察本部刑事部鑑識課に科学捜査研究所を創設。（所在地 東京都千代田区霞が関二丁目1番）
- 1949年8月：東京都千代田区三番町六番地に移転。
- 1952年9月：国家地方警察本部刑事部の附属機関となる。
- 1954年7月：警察庁の附属機関となる。
- 1959年4月：科学警察研究所と改称。業務内容に防犯少年及び交通警察関係の研究、実験を加え、内部組織を部、課、室制度に改める。
- 1970年4月：科学捜査部を改組し、法科学第一部及び法科学第二部を設置。
- 1971年4月：附属鑑定所を設置。
- 1983年4月：法科学研修所を設置。
- 1996年5月：法科学第三部を設置。
- 1999年2月：千葉県柏市柏の葉六丁目3番地1に移転。
- 2003年4月：法科学第四部を設置。　防犯少年部を廃止し、犯罪行動科学部を設置。
- 2004年4月：研究調整官を設置。
- 2005年4月：交通部を交通科学部に改称。

## 任務
主な任務は犯罪予防と犯罪捜査・鑑識指導及びその支援ならびに科学捜査に必要な機材の開発である。DNA鑑定キットの開発なども行っている。2005年度からDNA情報の全国統括管理も運用され、犯行現場に残された血液・毛髪・体液一滴からでも対象の割り出しが可能となった。
また、犯罪に使用される等した銃及び銃弾は全国からこの科警研に送られ、鑑定等が行われている。精度の高い偽造通貨についても同様。

## 内部組織
内部組織については、警察法施行規則　第二節　附属機関 第二款　科学警察研究所に規定されている。
- 所長（警察庁技官）、副所長（警察官：警視監）、研究調整官（警察官:警視長又は警視正）
- 総務部（部長：警視長）
  - 総務課（課長：警視正）
  - 会計課
- 法科学第一部
犯罪の捜査に関連する生物学の研究及び実験に関すること及びそれらの科学又は技術を応用する鑑定及び検査に関すること
  - 生物第一研究室（犯罪の捜査に関連する生物学の研究及び実験に関すること。生物学を応用する鑑定及び検査に関すること。）
  - 生物第二研究室（犯罪の捜査に関連する人体組織の形態学に関する研究及び実験に関すること。形態学を応用する鑑定及び検査に関すること。）
  - 生物第三研究室（犯罪の捜査に関連する血液型学及び生化学に関する研究及び実験に関すること。血液型学及び生化学を応用する鑑定及び検査に関すること。）
  - 生物第四研究室（犯罪の捜査に関連する分子生物学に関する研究及び実験に関すること。分子生物学を応用する鑑定及び検査に関すること。）
  - 生物第五研究室（犯罪の捜査に関連する微生物学の研究及び実験に関すること。微生物学を応用する鑑定及び検査に関すること。）
- 法科学第二部
犯罪の捜査に関連する物理学及び工学の研究及び実験に関すること及びそれらの科学又は技術を応用する鑑定及び検査に関すること
  - 物理研究室（犯罪の捜査に関連する物理学の研究および実験に関すること。物理学を応用する鑑定および検査に関すること。）
  - 火災研究室（犯罪の捜査に関連する火災、電気災害等についての研究、実験、鑑定及び検査に関すること。）
  - 爆発研究室（犯罪の捜査に関連する爆発等についての研究、実験、鑑定及び検査に関すること。）
  - 機械研究室（犯罪の捜査に関連する機械工学の研究及び実験に関すること。機械工学を応用する鑑定及び検査に関すること。犯罪の捜査に関連する銃器、弾丸類等についての研究、実験、鑑定及び検査に関すること。）
  - 知能工学研究室
- 法科学第三部
犯罪の捜査に関連する化学の研究及び実験に関すること及びそれらの科学又は技術を応用する鑑定及び検査に関すること
  - 化学第一研究室（犯罪の捜査に関連する化学の研究及び実験に関すること。化学を応用する鑑定及び検査に関すること。）
  - 化学第二研究室（犯罪の捜査に関連する毒物、劇物及び環境汚染物質についての研究、実験、鑑定及び検査に関すること。）
  - 化学第三研究室（犯罪の捜査に関連するラジオアイソトープの研究及び検査に関すること。ラジオアイソトープを応用する鑑定及び検査に関すること。）
  - 化学第四研究室（化学兵器の禁止及び特定物質の規制等に関する法律施行令 （平成7年政令第192号）別表1の項の第3欄又は第4欄に掲げる物質及び同表2の項又は3の項の第3欄又は第4欄に掲げる物質の研究、実験、鑑定及び検査に関すること。）
- 法科学第四部
犯罪の捜査に関連する心理学及び精神医学の研究及び実験に関すること。文書類及び偽造通貨の鑑定に必要な技術の研究及び実験に関すること並びに偽造通貨の符号の制定に関すること及び、犯罪の捜査に関連する情報科学の研究及び実験に関することまた、それらの科学又は技術を応用する鑑定及び検査に関すること
  - 情報科学第一研究室（犯罪の捜査に関連する心理学及び精神医学の研究及び実験に関すること。心理学及び精神医学を応用する鑑定及び検査に関すること。）
  - 情報科学第二研究室（犯罪の捜査に関連する文書類及び偽造通貨の鑑定に必要な技術の研究及び実験に関すること。前号に掲げる技術を応用する鑑定及び検査に関すること。偽造通貨の符号の制定に関すること。）
  - 情報科学第三研究室（犯罪の捜査に関連する音声についての研究、実験、鑑定及び検査に関すること。犯罪の捜査に関連する情報科学の研究、実験、鑑定及び検査に関すること）
- 犯罪行動科学部
少年の非行防止に関連する行動科学その他の少年の非行防止についての研究及び実験に関すること。犯罪の防止に関連する行動科学その他の犯罪の防止についての研究及び実験に関すること。犯罪の捜査の支援に関連する行動科学その他の犯罪の捜査の支援についての研究及び実験に関すること
  - 少年研究室（少年の非行防止に関連する行動科学その他の少年の非行防止についての研究及び実験に関すること。）
  - 犯罪予防研究室（犯罪の防止に関連する行動科学その他の犯罪の防止についての研究及び実験に関すること。）
  - 捜査支援研究室（犯罪の捜査の支援に関連する行動科学その他の犯罪の捜査の支援についての研究及び実験に関すること。）
- 交通科学部
交通事故の防止その他交通警察についての研究及び実験に関すること。交通事故に係る犯罪の捜査についての研究及び実験並びにこれらを応用する鑑定及び検査に関すること
  - 交通科学第一研究室（交通警察に関連する交通工学その他の交通警察についての研究及び実験に関すること。）
  - 交通科学第二研究室（交通事故の防止その他交通警察に関連する心理学及び人間工学の研究及び実験に関すること。）
  - 交通科学第三研究室（交通事故の防止その他交通警察に関連する機械工学の研究及び実験に関すること。交通事故に係る犯罪の捜査についての研究及び実験並びにこれらを応用する鑑定及び検査に関すること。）

## 附属鑑定所
附属鑑定所は、警察法施行規則第81条第2号、第82条第2号、第83条第2号及び第84条第4号に定める鑑定及び検査のうち、科学警察研究所長が指定する鑑定及び検査に関する事務をつかさどる。
- 所長
- 主任研究官
- 鑑定官(3人)

## 法科学研修所
法科学研修所は、警察職員に対し、科学捜査に係る鑑定及び検査に関する専門的事項について研修を行い、並びにこれに必要な研究を行う。
- 所長（科警研副所長が事務を取り扱う）
- 主任教授
- 教授
- 助教授

専門的分野の教養を行うため、寮が併設されており、研修生はそこで全寮制の生活をすることとなる。
鑑定業務の経験年数、身分（階級）等に応じて以下の各科が設置されている。
- 養成科
- 現任科
- 専攻科
- 管理科

## プロジェクト
近年、多発する凶悪広域犯罪・異常凶悪犯・急増する交通事故などの解決に向けてあらゆるプロジェクトが推進されている。自動車ナンバー自動読取装置もこの研究所が民間企業と合同で作ったもので、各種の最新警察機器の開発も行われている。
主なプロジェクト
- 有能なプロファイラーを養成する。プロファイリングによる捜査技術の向上、およびプロファイラーを犯罪捜査の指揮陣営に配置し事件捜査の主導的立場を取らせる計画の推進。
- 最新鋭の嘘発見器の開発。

さらに近年では犯罪の多様性に鑑み、科学捜査を刑事捜査に本格的に導入することが検討されており、実現すれば全面的な科学捜査主体の犯罪捜査が執行される予定。